# Cyprinodon nichollsi
Cyprinodon nichollsi är en fiskart som beskrevs av Smith, 1989. Cyprinodon nichollsi ingår i släktet Cyprinodon och familjen Cyprinodontidae. Artens utbredningsområde är Dominikanska republiken. Inga underarter finns listade i Catalogue of Life.